# James Hahn
Cet article concerne le politicien américain James Hahn. Pour le golfeur américain, voir James Hahn (golf).
James Kenneth Hahn, né le 3 juillet 1950 à Los Angeles, est un homme politique américain du Parti démocrate. Il est maire de la ville de Los Angeles de 2001 à 2005.

## Biographie

### Études et débuts
James Hahn est le fils de Kenneth Hahn (en), Supervisor du comté de Los Angeles durant plusieurs décennies, et le frère de Janice Hahn, élue démocrate de Californie à la Chambre des représentants des États-Unis de 2013 à 2017,. Enfant, il ouvre le premier match des Dodgers au Los Angeles Memorial Coliseum.
James Hahn est scolarisé au Lutherian High, puis étudie l'anglais et le journalisme à l'université Pepperdine. Il obtient son diplôme du Seaver College de Pepperdine magna cum laude en 1972, et sort diplômé de l'école de droit de Pepperdine en 1975. Pendant ses études, il effectue des stages au bureau du District Attorney de Los Angeles,.
James Hahn a été Deputy City Attorney de Los Angeles de 1975 à 1979. En 1979, il établit son propre cabinet d'avocat. Il est ensuite City Controller de 1981 à 1985 (il est la 5e personne à investir ce rôle, et le plus jeune), et City Attorney de 1985 à 2001. À ce poste, il gère entre autres le dossier Rodney King.

### 40emaire de Los Angeles
En 2001, James Hahn devient le 40e maire de la ville de Los Angeles avec 54% des votes (dont 80% des votes de la population noire).
Il remplace le chef de la police de Los Angeles Bernard Parks par William Bratton venu de la police de New York. Avec  Bratton, il participe à réduire les violences policières, à nouer des liens avec les communautés ethniques et les associations ainsi qu'à réduire très fortement la criminalité,.
Il fait également face à la tentative de sécession de la vallée de San Fernando, qu'il parvient à éviter. il lance un fonds d'investissement destiné à financer la construction d'habitations à loyer modéré dans la ville. Deux de ses adjoints, Leland Wong and Ted Stein, sont pris dans des scandales politico-financiers. Il est critiqué pour sa proximité avec l'agence de relations publiques Fleishman-Hillard et l'un de ses directeurs, Doug Dowie. Il ne parvient pas à réduire les effectifs de police comme promis lors de sa campagne, et peine à engager les plans de modernisation de l'aéroport international de Los Angeles, qui consiste entre autres à supprimer les zones de dépôt des passagers devant l'aéroport pour sécuriser une zone sensible aux intrusions terroristes.
Ses positions politiques sont décrites comme dures mais nécessaires. Ses choix sont cependant allés à l'encontre des attentes de sa base politique, ce qui explique sa perte de soutien populaire lors de son mandat. Aux élections municipales de Los Angeles de 2005, il est battu par Antonio Villaraigosa.

### Juge du comté de Los Angeles
Après son mandat de maire, James Hahn est médiateur pour le Centre de résolution alternatif de Los Angeles.
En 2008, il est nommé juge de la cour supérieure par le gouverneur Arnold Schwarzenegger en remplacement du juge Wendell Mortimer,. À partir de 2013, il est juge de la cour des violations routières de Santa Monica.

## Récompenses
- 1994 : Distinguished Alumnus par l'école de droit de Pepperdine[4]

## Hommages
En septembre 2014, l'aile est de la mairie de Los Angeles est rebaptisée James K. Hahn City Hall East en son honneur, bâtiment dans lequel il travailla comme City Controller 30 ans auparavant (l'aile ouest est déjà nommée Kenneth Hahn Hall of Administration en l'honneur de son père).

## Vie privée
En 1977, il épouse Joni Hawley. Ce 1er mariage dure deux ans, le divorce est prononcé en 1977. Son 2e mariage s'écroule lors de son mandat de maire de Los Angeles. James Hahn est marié (3e mariage) avec Michelle Fleenor, une ancienne assistante à la mairie. Il a deux enfants, Karina et Jackson, dont il a la garde.
Il est membre du cercle catholique Redondo Beach Church of Christ.

### Pages liées
- Liste des maires de Los Angeles